# Agnes Meyerhof
Agnes Meyerhof (* 2. Juni 1856 in Hildesheim; † 22. August 1942 im KZ Theresienstadt) war eine deutsche Kunstgewerblerin, Bildhauerin, Zeichnerin, Porträt- und Landschaftsmalerin. Sie lebte und arbeitete vor allem in Frankfurt am Main und wurde durch Tierdarstellungen und zoologische Illustrationen bekannt.

## Leben
Meyerhof wuchs als Tochter des Kaufmanns Magnus Meyerhof und seiner Frau Carolina, geb. Schwabe mit vier Geschwistern in Hildesheim auf. Dort besuchte sie – ebenso wie ihre Schwester Leonie – die Höhere Töchterschule, die sie im Jahr 1871 abschloss. Und ebenso wie ihre Schwester Leonie erhielt sie Zeichenunterricht bei dem Bildhauer Friedrich Küsthardt in Hildesheim. Zu ihren Lehrern zählten darüber hinaus Julius Maria Jakob Welsch und Hugo Steiner-Prag. Als bildende Künstlerin war sie jahrzehntelang in Frankfurt am Main tätig und malte unter anderem Motive aus Zoo und Palmengarten. Neben Gemälden, derer sich drei im Städel Museum Frankfurt befinden, fertigte sie zahlreiche Exlibris.
Sie erlitt das Schicksal vieler älterer Menschen jüdischer Herkunft, die – vorab zum „Heimeinkaufsvertrag“ für das angebliche „jüdische Siedlungsgebiet“ genötigt – in das Ghetto Theresienstadt deportiert wurden und unter den dort herrschenden kläglichen Bedingungen meist nur noch wenige Tage zu leben hatten. Die 86-Jährige verließ Frankfurt mit Transport XII/1 am 19. August 1942; drei Tage später ist in den überlieferten Listen des Lagers ihr Tod bezeugt.